# Schoenocaulon
Schoenocaulon es un género de plantas con flores perteneciente a la familia Melanthiaceae. Es originario desde el sudeste de Estados Unidos, México, hasta Venezuela. Comprende 54 especies descritas y de estas, solo 26 aceptadas. Se llaman comúnmente cebadillas.

## Descripción
Son plantas herbáceas perennes que se extienden desde el sur de Estados Unidos a Perú.  Las flores están dispuestas en una espiga, dependiendo de la especie los tallos de cada flor o bien son muy cortos o están ausentes por completo.
Las plantas crecen generalmente en chaparrales, junto con el roble, o en los bosques de pinos. El pastoreo ha reducido el hábitat de algunas especies a sólo lugares empinados y terreno rocoso. México es el centro de diversidad, con 22 especies endémicas, algunas de ellas con distribución limitada a las montaña.
El color de los pétalos y sépalos varía, según las especies, con algunos matices del color verde que son las más comunes, pero con el color marrón, crema y rojo brillante también representados.

## Taxonomía
El género fue descrito por Asa Gray y publicado en Annals of the Lyceum of Natural History of New York 4: 127. 1837. La especie tipo es: Schoenocaulon gracile A. Gray.

## Especies aceptadas
A continuación se brinda un listado de las especies del género Schoenocaulon aceptadas hasta julio de 2015, ordenadas alfabéticamente. Para cada una se indica el nombre binomial seguido del autor, abreviado según las convenciones y usos.	
1. Schoenocaulon calcicola  - Oaxaca
2. Schoenocaulon caricifolium  - Tamaulipas - cebadilla de México[3]
3. Schoenocaulon comatum - San Luis Potosí, Puebla, Oaxaca
4. Schoenocaulon conzattii - Oaxaca
5. Schoenocaulon dubium - Florida
6. Schoenocaulon frameae - Puebla
7. Schoenocaulon ghiesbreghtii - S Texas to Veracruz
8. Schoenocaulon ignigenum - Tamaulipas, Nuevo León
9. Schoenocaulon intermedium - San Luis Potosí, Hidalgo
10. Schoenocaulon jaliscense - Jalisco, Oaxaca
11. Schoenocaulon macrocarpum - Tamaulipas, Nuevo León
12. Schoenocaulon madidorum - Veracruz, Puebla, Oaxaca
13. Schoenocaulon megarrhizum - Chihuahua, Sonora, Sinaloa
14. Schoenocaulon mortonii - México, Jalisco, Michoacán
15. Schoenocaulon oaxacense -  Oaxaca
16. Schoenocaulon obtusum - Hidalgo, México
17. Schoenocaulon officinale - C + S México, Central America, Venezuela - cebadilla de las Antillas, cebadilla de México, cebolleja de México.[3]
18. Schoenocaulon pellucidum - Nayarit
19. Schoenocaulon plumosum - Coahuila, Nuevo León, Tamaulipas
20. Schoenocaulon pringlei - Hidalgo, Veracruz, México, D.F.
21. Schoenocaulon rzedowskii - México, Puebla
22. Schoenocaulon tenorioi - Oaxaca, Puebla
23. Schoenocaulon tenue - Morelos
24. Schoenocaulon tenuifolium  - Oaxaca, Puebla
25. Schoenocaulon texanum  - Nuevo México, Texas, Chihuahua, Coahuila, Nuevo León
26. Schoenocaulon tigrense - Jalisco